# Sarila (film)
Sarila: Podróż do krainy legend (ang.: The Legend of Sarila) – kanadyjski animowany film przygodowy 3D z roku 2013 w reżyserii Nancy Florence Savard.

## Oryginalna obsada dubbingu
- Mario Saint-Amand jako Croolik
- Mariloup Wolfe jako Apik
- Guillaume Perreault jako Markussi
- Maxime Le Flaguais jako Poutoulik
- Dorothée Berryman jako Saya
- James Kidnie jako Kouatak
- Rémy Girard jako Itak
- Sarah-Jeanne Labrosse jako Mipoulouk
- Sylvain Hétu jako Kauji
- Paul Ahmarani jako Arlok
- Sonja Ball jako Kimi
- Marina Orsini jako Jiniak
- Dawn Ford jako Tayara
- Florent Vollant jako Oupik
- Elisapie Isaac jako Sedna
- François Trudel jako Uliak

## Anglojęzyczna obsada dubbingu
- Christopher Plummer jako Croolik
- Rachelle Lefèvre jako Apik
- Dustin Milligan jako Markussi
- Tim Rozon jako Poutulik
- Geneviève Bujold jako Saya
- James Kidnie jako Kwatak
- Tyrone Benskin jako Itak
- Angela Galuppo jako Mipoulok
- Elias Toufexis jako Kauji
- Robert Higden jako Arlok
- Sonja Ball jako Kimi
- Holly O'Brien jako Jiniak
- Dawn Ford jako Tayara
- Natar Ungalaaq jako Ukpik
- Elisapie Isaac jako Sedna
- Harry Standjofski jako Uliak

## Wersja polska
Opracowanie wersji polskiej: Studio PRL na zlecenie Kino Świat

Reżyseria: Dariusz Błażejewski

Dialogi: Bartosz Fukiet

W wersji polskiej wystąpili:
- Adam Ferency – Angakok
- Katarzyna Maciąg – Apik
- Paweł Ciołkosz – Markussi
- Krzysztof Wach – Putulik
- Jolanta Wołłejko – Saya
- Sara Lewandowska – Saya
- Andrzej Blumenfeld – Ukpik
- Anna Dereszowska – Sedna
- Krzysztof Banaszyk – Chief Itak
- Dariusz Błażejewski – Arlok
- Jacek Kopczyński – Kauji
- Brygida Turowska – Jiniak
- Janusz Wituch – Uliak
- Gabriela Całun – kobieta z klanu
- Kamil Kula – mężczyzna z klanu

i inni